# 그린백

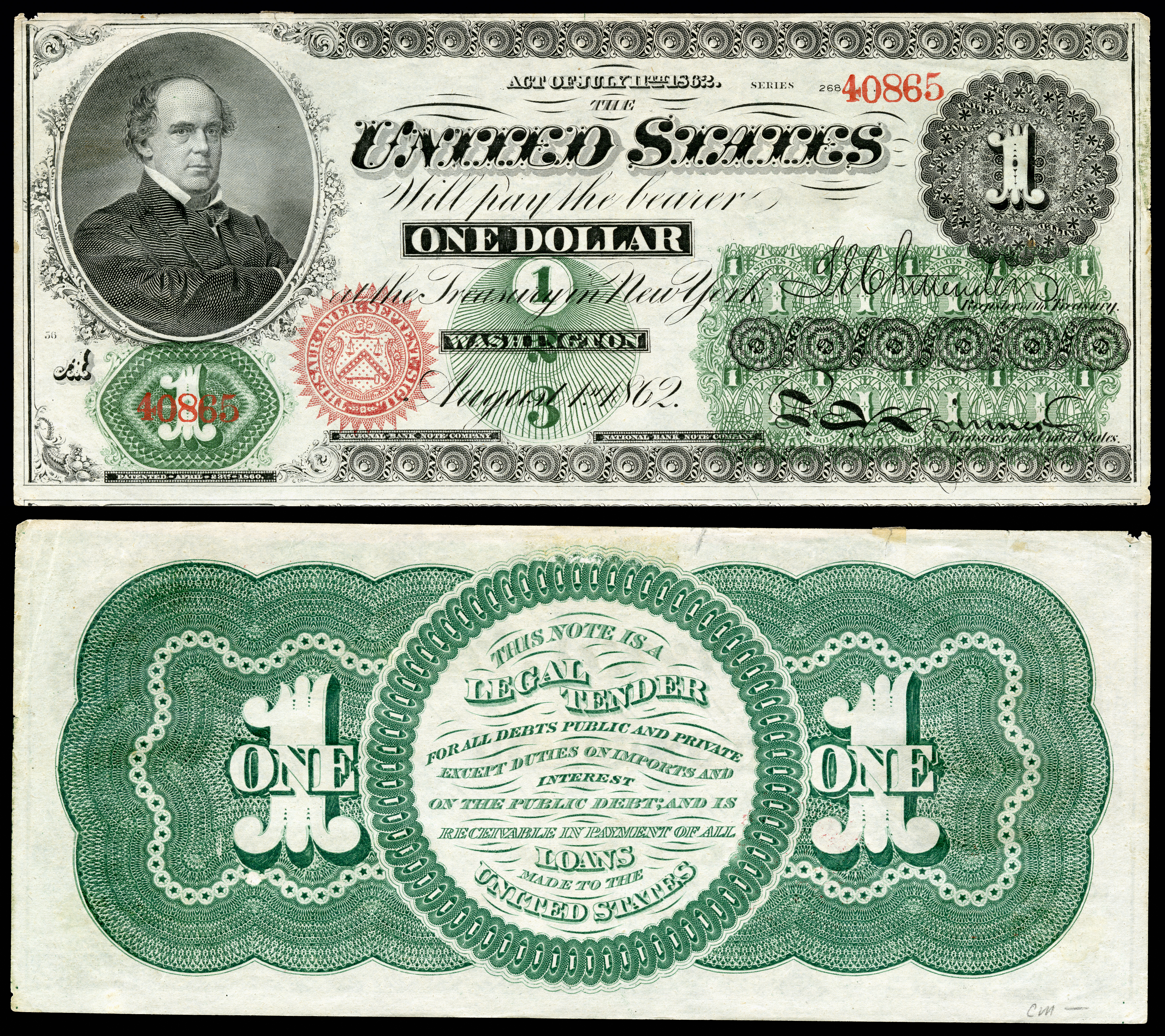
1862년에 처음 발행된 1 달러짜리 "그린백"의 이미지

그린백(Greenback)은 민간은행이나 연방준비제도가 찍어내지 않은, 미국 정부가 찍어낸 달러 화폐로 그 뒷면이 녹색이었기 때문에 붙여진 이름이다.

## 역사
그린백을 처음으로 발행한 대통령은 에이브러햄 링컨 대통령이며, 그는 미국 남북 전쟁 자금을 마련하기 위해서 4억 달러에 달하는 그린백을 발행했다.
그 이후에도 그린백은 간간히 발행되었으나, 은행가들의 비난으로(은행가들은 그린백이 귀금속으로 뒷받침되지 않아 치명적인 인플레이션을 유발할 것이라고 말했다.) 그나마도 발행되지 않게 되었다. 그리고 연방준비제도의 등장으로 그린백은 필요가 없어지게 되었다.
마지막으로 그린백을 발행한 대통령은 존 F. 케네디 대통령이지만, 그가 발행한 그린백은 그의 의문사로 제대로 유통되지 못하였다.

## 같이 보기
- 약속어음